# Miranda (Carabobo)
Miranda é um município da Venezuela localizado no estado de Carabobo. A capital do município é a cidade de Miranda.